# Studio (fotografie)

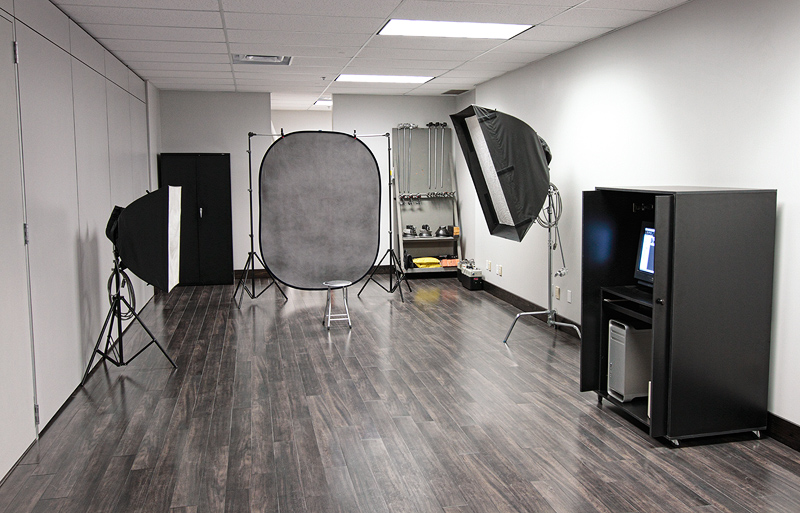
Een fotostudio.

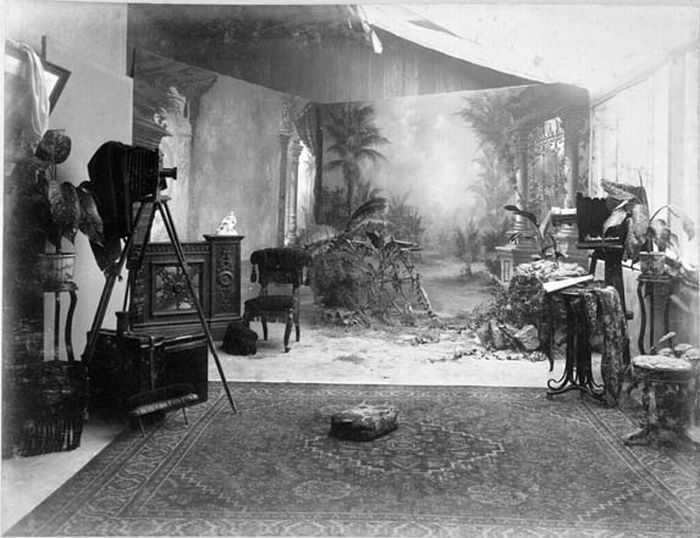
Een fotostudio in 1898. Hier juist gebruikmakend van daglicht.

Een fotostudio is een atelier of werk- en oefenruimte voor fotografen waar meestal ook de foto’s worden bewerkt, afgedrukt en verkocht. Het type-fotografie kan zich bijvoorbeeld richten op productfotografie, modelfotografie, portret en gezinsportretten, reclamefotografie en stillevens. Ook kunnen mensen zich hier laten fotograferen voor officiële publicatie in bijvoorbeeld een krant of tijdschrift. Dit heeft als voordeel dat er geen ongewenste zaken op de foto komen te staan, zoals bijvoorbeeld passanten of huizen op de achtergrond. Er worden dan ook vaak meerdere foto's gemaakt, waarvan er dan één wordt gekozen voor de publicatie.
De werkruimte is meestal niet voorzien van ramen. Dit is om de verlichting en belichting volledig naar de hand van de fotograaf te zetten. Voor de achtergrond van de foto’s zijn er systemen met gordijnen, papier of ander materiaal als achtergronddoek. De fotograaf kan gebruik maken van een technische camera of bijvoorbeeld een spiegelreflexcamera.
Overige attributen in een fotostudio kunnen zijn: statieven, fotostudiolampen en flitsers voor de verlichtingstechniek, een opnametafel. Als inrichting voor de te fotograferen onderwerpen enig meubilair.
Rondom deze werkruimten worden ook weleens kleine exposities gehouden, doorgaans met het werk van een aldaar werkende fotograaf.
In vroeger jaren was er bij een fotostudio vaak ook een donkere kamer aanwezig. Tegenwoordig worden afbeeldingen veelal op de computer digitaal verwerkt met beeldbewerkingssoftware.  